# Gold (Kiss)
Gold è una compilation ufficiale della hard rock band statunitense Kiss. Divisa in due CD, include i migliori singoli della band pubblicati tra il 1974 e il 1982.

## Tracce
1. Strutter
2. Nothin' to Lose
3. Firehouse
4. Deuce
5. Black Diamond
6. Got to Choose
7. Parasite
8. Hotter than Hell
9. C'mon and Love Me
10. She
11. Anything for My Baby
12. Rock Bottom (Live)
13. Cold Gin (Live)
14. Rock and Roll All Nite (Live)
15. Let Me Go, Rock'n Roll (Live)
16. Detroit Rock City
17. King of the Night Time World
18. Shout It Out Loud
19. Beth
20. Do You Love Me?

### Disco 2
1. I Want You
2. Calling Dr. Love
3. Hard Luck Woman
4. I Stole Your Love
5. Love Gun
6. Christine Sixteen
7. Shock Me
8. Makin' Love (Live)
9. God of Thunder (Live)
10. Radioactive (Single Edit)
11. New York Groove
12. Tonight You Belong to Me
13. Don't You Let Me Down
14. I Was Made for Lovin' You
15. Sure Know Something
16. Shandi
17. Talk to Me
18. A World Without Heroes
19. Nowhere to Run
20. I'm a Legend Tonight

## Formazione
- Gene Simmons - basso, voce
- Paul Stanley - chitarra ritmica o solista, voce
- Peter Criss - batteria, voce
- Ace Frehley - chitarra solista, voce
- Eric Carr - batteria nelle tracce 18, 19 e 20 del secondo disco